# Cistanche lanzhouensis
Cistanche lanzhouensis là loài thực vật có hoa thuộc họ Cỏ chổi. Loài này được Z.Y.Zhang mô tả khoa học đầu tiên năm 1984.